# 梅少帝
梅少帝（越南语：／；？—723年？）是传说中的越南君主，是黑帝梅叔鸞的继任者。
根据家谱和祭祀殿宇资料，梅少帝的名字是梅叔輝（越南语：／），是梅叔鸞最小的儿子。他的母亲不详。梅叔輝本人并没有记录在中越官方的历史资料中。
722年，梅叔鸞的都城文安被唐朝攻克后，梅叔鸞死去。残余的军队撤退到洪山。到了723年9月中旬（八月），将军和士兵们将梅叔輝尊为君王。
杨思勖和光楚客率领的唐军一路横扫洪山。梅少帝和他的军队进行了激烈的反击。10月（八月），洪山陷落，梅少帝被杨思勖所杀。其余的士兵战死沙场。
在义安省有一座供奉梅少帝的神殿。